# منطقة دهولي
دهولي رمزها «DH» (بالإنجليزية: Dhule)‏ ، هو تقسيم إداري لدولة الهند تتبع ولاية ماهاراشترا (بالإنجليزية: Maharashtra)‏ ، مركزها هو مدينة دهولي (بالإنجليزية: Dhule)‏ عدد سكانها حسب تعداد سنة 2001 هو 1,708,993 ، مساحتها 8,095 كم² وكثافة السكان 211 لكل كم² .